# Diostracus songxianus
Diostracus songxianus är en tvåvingeart som beskrevs av Yang och Saigusa 1999. Diostracus songxianus ingår i släktet Diostracus och familjen styltflugor.
Artens utbredningsområde är Henan (Kina). Inga underarter finns listade i Catalogue of Life.